# Elsinoë fawcettii
Elsinoë fawcettii é uma espécie de fungos pertencente à família Elsinoaceae considerado como um importante fitopatógeno afetando principalmente os citrinos. Considerada um fungo de quarentena, a espécie é objecto de procedimentos e medidas de proteção fitossanitária no âmbito da União Europeia.